# 포항 천곡사 관음전 석조보살좌상
포항 천곡사 관음전 석조보살좌상(浦項 泉谷寺 觀音殿 石造菩薩坐像)은 대한민국 경상북도 포항시, 천곡사에 있는 조선시대의 불상이다. 2018년 7월 16일 경상북도의 문화재자료 제660호로 지정되었다.

## 개요
이 불상은 몸체나 옷 표현 등에서 18세기 초반의 시기적 특징을 갖고 있는 불석재(佛石材)의 보살상이다. 머리 위에 두건(頭巾)을 쓰고 있는 것이 독특하며, 두건을 착용한 일반적인 지장보살상과 다른 점은 머리카락이 있다는 점이다. 도분(塗粉) 대신 도금(鍍金)이 베풀어져 있지만 보존 상태는 양호한 편이다.
복장 발원문이 발견되지 않아 정확한 제작시기와 조각승을 알 수 없지만, 18세기 경상도에서 제작된 독특한 도상의 보살상으로서 경북 지역의 조선 후기 미술사 연구에 중요한 자료라 판단되므로 문화재자료로 지정한다.

## 같이 보기
- 천곡사

## 참고 문헌
- 포항 천곡사 관음전 석조보살좌상 - 국가유산청 국가유산포털